# Музей красоты (Малакка)
Музей красоты или Музей неувядающей красоты (Малайз.: Muzium Kecantikan) распположен в Малайзии в городе Малакка. Музей посещает около 2 000 человек ежемесячно.

## История
Музей был построен в 1960 году, предположительно здание было возведено на руинах постройки голландского происхождения. Изначально здесь располагался Малаккийский исторический городской муниципальный совет. В 1996 музей был открыт. С сентября 2011 по август 2012 музей был закрыт для модернизации.

## Архитектура
Музей расположен на последнем этаже здания. В здании также находится народный музей на первом этаже и музей Kite на втором этаже.

## Выставки
В музее выставляются экспонаты, отображающие стандарты красоты с древних времен до нашего времени. Здесь также отображены различные взгляды на красоту в разных культурах. Здесь можно увидеть такие традиции как татуирование кожи, растяжение губ диском, подпиливание зубов, скарификация (шрамирование), коррекция костей черепа для достижения овальной формы, техники по ограничению роста ступней (бинтование ног).

## Время работы
Музей открыт ежедневно с 9 до 17 часов.